# 브라질의 트위터 차단
브라질의 트위터 차단(Blocking of Twitter in Brazil)에 관한 문서이다.
2024년 8월 30일, 브라질 대법원 판사 알렉상드르 드 모라에스(Alexandre de Moraes)는 브라질에서 트위터 차단을 명령했다. 이는 트위터 회장 일론 머스크가 국내 법률 대리인 임명을 거부하자 모라에스가 스타링크의 금융 자산을 동결하고 규정 위반에 대해 벌금을 부과한 이후에 발생했다. 다음날부터 소셜 네트워크가 정지되기 시작했다.
이번 결정은 트위터가 법원 명령에 따라 정지된 계정을 복원한 일론 머스크에 대한 브라질의 조사에 따른 것이다. 연방대법원은 2023년 브라질리아 의회 공격과 관련된 극우 계정을 삭제하라고 명령한 것으로 알려졌다. 조사는 머스크가 계정 정지를 해제하겠다고 밝힌 후 2024년 4월에 시작됐다.

## 같이 보기
- 트위터 검열